# 实马高岛
实马高岛（英語：Pulau Semakau）是位于新加坡本岛以南8公里的一个垃圾埋置岛。由旧实马高岛和锡京岛(Pulau Sakeng) 衔接组成，也是世界首个主要采用无机废料，即来自新加坡四个垃圾焚化场的灰烬，连接建成的小岛。
岛上的垃圾埋置计划自1999年起开始启动，由于埋置的垃圾已经过焚化处理，所以不会发出异臭。同时岛上也发展成为各种鸟类的栖息地，吸引公众和学者到岛上进行生态研究、观鸟、垂钓或其他休闲活动。